# Gary Teichmann
(Chris Hewett, The Independent)
Gary Hamilton Teichmann (Gwelo, 9 gennaio 1967) è un ex rugbista a 15 zimbabwese naturalizzato sudafricano, terza linea centro e primo capitano degli Springbok dopo François Pienaar; guidò il Sudafrica in una serie-record di diciassette vittorie consecutive.

## Biografia
Nato in Rhodesia, odierno Zimbabwe, Teichmann crebbe in Sudafrica e non ebbe esperienze di rugby prima dei 14 anni; entrato nei Natal Sharks, con essi debuttò in Currie Cup e si aggiudicò nel 1992 il primo dei suoi tre campionati provinciali.
Nel 1995, subito dopo la fine della Coppa del Mondo vinta dal Sudafrica, fu convocato in Nazionale: esordì il 2 settembre a Johannesburg contro il Galles; con solo 6 incontri alle spalle, e con il precedente capitano François Pienaar al suo addio internazionale, a Teichmann fu affidato l'incarico di condurre in campo la squadra.
Tra l'agosto 1997 e il novembre 1998 la squadra da lui capitanata infilò 17 vittorie consecutive, record internazionale condiviso, e si aggiudicò il Tri Nations 1998 con percorso netto.
Alla vigilia della Coppa del Mondo di rugby 1999, il C.T. della Nazionale Nick Mallett lo scartò per preferirgli Bobby Skinstad, per ragioni mai chiarite.
L'ultimo incontro internazionale di Teichmann è del giugno 1999 contro la Nuova Zelanda.
Dopo l'esclusione dalla Nazionale Teichmann dichiarò il suo abbandono dell'attività in Sudafrica; lasciò i Natal Sharks per cui era sceso in campo 144 volte in Currie Cup e si trasferì in Europa, presso i gallesi del Newport, dei quali fu designato ben presto capitano.
Al Newport rimase due stagioni, fino al 2011; annunciò il suo ritiro definitivo alla vigilia della finale di WRU Challenge Cup, alla cui conquista diede un contributo decisivo prima di dare il suo saluto al rugby.
L'ultimo atto della sua carriera da giocatore furono due incontri per la maglia dei Barbarians contro Inghilterra e Galles.

## Palmarès
- Currie Cup: 3
Natal Sharks: 1992, 1995, 1996
- WRU Challenge Cup: 1
Newport: 2000-01